# Brad Miller
Brad Miller (ur. 12 kwietnia 1976 w Fort Wayne) – amerykański koszykarz, występujący na pozycji środkowego.

## Życiorys
Po ukończeniu studiów na uniwersytecie Purdue, Miller rozpoczął profesjonalną karierę we Włoszech, grając przez 3 miesiące dla drużyny Bini Viaggi Livorno. Później podpisał umowę z Charlotte Hornets. Grał tam przez 2 sezony. Występował również w Chicago Bulls, Indiana Pacers oraz Sacramento Kings. 10 lipca 2010 podpisał trzyletni kontrakt z Houston Rockets. Podczas draftu 2011 wraz z wyborami w drafcie trafił do Minnesoty Timberwolves. 13 lipca 2012 roku w ramach wymiany trafił do New Orleans Hornets, a stamtąd przeszedł 27 lipca do Phoenix Suns, gdzie 15 sierpnia został zwolniony. We wrześniu 2012 potwierdził zakończenie kariery.
W 1998 i 2006 roku reprezentował Stany Zjednoczone na Mistrzostwach Świata. Oba występy reprezentacja USA zakończyła z brązowym medalem.

## Osiągnięcia
NCAA
- 2-krotny mistrz sezonu zasadniczego konferencji Big Ten (1995, 1996)
- Uczestnik rozgrywek Sweet Sixteen turnieju NCAA (1998)
- 4-krotny uczestnik turnieju NCAA (1995–1998)
- Zaliczony do składów[7]:
  - Big Ten All-Tournament Team (1998)
  - Great Alaska Shootout All-Tournament Team (1998)

NBA
- 2-krotny uczestnik NBA All-Star Game (2003, 2004)[8]
- 2-krotny zawodnik tygodnia NBA (30.01.2005, 3.02.2008)[7]
- Lider play-off w skuteczności rzutów za 3 punkty (2009)[9]

Reprezentacja
- 2-krotny brązowy medalista mistrzostw świata (1998, 2006)[7][10]
- Uczestnik mistrzostw świata U–22 (1997 – 5.miejsce)[11]